# 운모

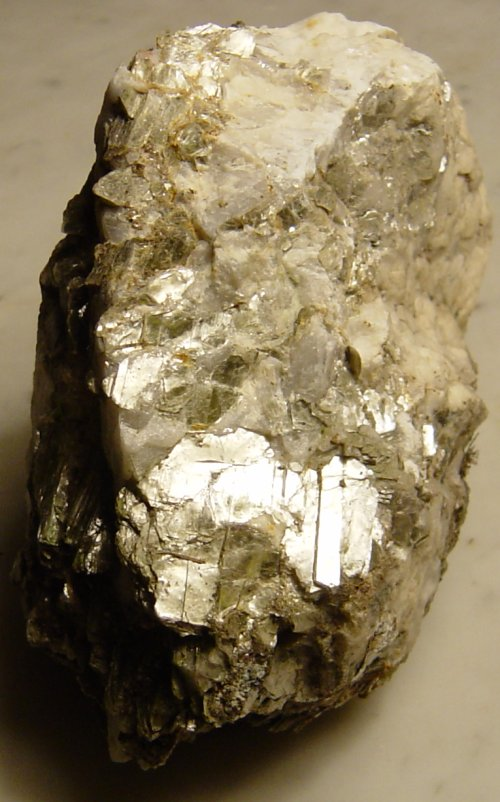
운모의 원석

운모(雲母, mica)는 완벽한 판상의 쪼개짐을 가지는 특정한 규산염 광물들에 대한 총칭이다. 대부분의 운모는 단사정계이며 육각 판상의 결정형을 가진다. 돌비늘이라고 한다. 완벽한 판상의 쪼개짐은 운모의 특징적인 층상의 원자배열 때문이다.
운모는 화성암, 변성암, 퇴적암에 널리 분포한다. 19세기까지 유럽에서는 공급 부족 때문에 운모의 가격이 매우 비쌌는데, 19세기에 아프리카와 남미에서 운모가 발견되면서 그 값이 급격히 내려갔다. 운모는 절연성이 뛰어나고 화학적으로 안정하기 때문에 축전기와 절연체의 원료로 사용된다.

## 같이 보기
- 흑운모
- 금운모
- 백운모